# 메이지촌 (돗토리현 야즈군)
메이지촌(明治村)은 돗토리현 야즈군에 있던 촌이다. 1896년 3월 31일까지 야카미군에 속해있었다.

## 개요
촌명은 메이지 시대에 성립된 촌이라는 점에서 비롯된다. 게타카군에도 같은 이름의 메이지촌이 존재하고 있어, 당촌의 다이지키타촌과 게타카군 메이지촌 다이지카와치가 인접해 있다

## 역사
- 1889년 10월 1일 - 정촌제 시행에 의해 야카미군 메이지촌이 성립하였다.
- 1896년 4월 1일 - 야카미군, 핫토군, 지즈군이 합병해 야즈군이 성립하여, 야즈군 메이지촌이 되었다
- 1915년 4월 1일 - 고소촌과 합병해 사이고촌이 성립하여, 동일 메이지촌은 폐지되었다.